# Principe ereditario
Un principe ereditario (o principessa ereditaria) è il legittimo erede al trono in uno Stato retto da monarchia. Il consorte viene anche lui titolato principe ereditario (o principessa ereditaria).

## Storia
Il termine è oggi in uso solo in Thailandia, Danimarca, Svezia e Norvegia; tuttavia può anche essere utilizzato genericamente per indicare la persona dell'erede apparente in altri regni; per gli eredi apparenti delle monarchie non imperiali e non reali (cioè, in cui il sovrano detiene un titolo inferiore a quello di re o regina, ad esempio Granduca o Principe) non è utilizzato come titolo.
In Europa, a eccezione della Città del Vaticano e di Andorra, il figlio maggiore maschio (Spagna) o semplicemente il primogenito (Belgio, Paesi Bassi, Norvegia, Danimarca, Regno Unito e Svezia) dell'attuale monarca adempie al ruolo di principe o principessa ereditaria, nel caso in cui il sovrano abbia solo figlie femmine, in qualunque paese europeo la primogenita è l'erede legittima. Il maggiore dei figli in vita di un monarca a volte non è l'erede o il principe ereditario, perché questa posizione può essere detenuta da un discendente di un figlio maggiore deceduto che, per "diritto di" rappresentanza, eredita lo stesso posto nella linea di successione che sarebbe tenuta dall'antenato se lui o lei fossero ancora in vita.
In alcune monarchie, quelle del Vicino Oriente per esempio, in cui la primogenitura non è sempre il fattore decisivo nella successione dinastica, una persona non può possedere il titolo o lo status di principe ereditario per diritto di nascita, ma lo può ottenere (e perdere), a seguito di una denominazione ufficiale fatta su altre basi giuridiche o tradizionali, ad esempio l'ex principe ereditario al-Hasan ibn Talal di Giordania.
Questo è anche il titolo a carico degli eredi apparenti del Lussemburgo e del Liechtenstein, e oltre l'erede (sia maschio che femmina) presuntivo di Monaco. Nelle monarchie all'interno dell'Impero Germanico, quello di "principe ereditario" è stato il titolo degli eredi apparenti dei regni di Baviera, Hannover, Sassonia e Württemberg. In Austria ogni titolo nobiliare è stato abolito dopo il 1918, a seguito della perdita nella prima guerra mondiale.

## Titoli cristiani/occidentali
Molte monarchie usano o hanno usato titoli unici per i loro eredi designati, spesso di origine storica:
- Delfino (Regno di Francia); originariamente non unico, ma un titolo comitale alternativo al capo della regione del Delfinato
- Principe reale (Regno di Francia, monarchia 1789-91; e Monarchia di Luglio)
- Diadoco (Regno di Grecia) tradotto come  principe ereditario ma letteralmente successore
- Principe imperiale (Impero del Brasile, Secondo impero francese e  Primo Impero messicano)
- Rex iunior (Regno d'Ungheria)
- Cesarevič (Impero russo)
- Principe reale di Portogallo (Príncipe Real de Portugal e dos Algarves) (Regno del Portogallo); per l'erede presunto dal 1815)
- Duca di Braganza (Regno del Portogallo) quando i Braganza ereditarono il trono (1640) questo titolo passò all'erede reale e fu usato insieme con Principe del Brasile (fino al 1815), e Principe Reale di Portogallo (dopo il 1815)
  - Duca di Barcelos (Regno del Portogallo); usato in combinazione con duca di Braganza dagli eredi della Casa Reale di Braganza
- Duca di Cornovaglia (Regno Unito); dall'ex Regno d'Inghilterra che è mantenne come titolo secondario (dopo principe di Galles) dopo l'unificazione con la Scozia
- Duca di Rothesay (Regno Unito) dall'ex Regno di Scozia che mantenne come titolo utilizzato dal principe ereditario invece di principe di Galles quando si trova nella Scozia
  - Conte di Carrick (Scozia); usato in combinazione con duca di Rothesay
- Principe delle Asturie, Regno di Spagna; dall'ex Regno di Castiglia che mantenne come titolo principale dopo l'unificazione con l'Aragona e poi con la Navarra
  - Principe di Girona (ex Corona d'Aragona); questo titolo è stato sempre utilizzato in combinazione con altri tre titoli per l'erede della Corona d'Aragona: Duca di Montblanc, Conte di Cervera, Signore di Balaguer; ora i quattro titoli sono utilizzati in combinazione con principe delle Asturie
  - Principe di Viana (ex Regno di Navarra); utilizzato in combinazione con principe delle Asturie
- Duca di Brabante (Regno del Belgio); non discende automaticamente dalla primogenitura, ad esempio, non detenuto da Alberto, principe di Liegi, dopo che il fratello senza figli divenne re
- Duca d'Estonia e Laland (Danimarca, durante, almeno, i regni di Cristoforo II e Valdemaro IV)
- s.a. il principe ereditario (Kuwait)[senza fonte]
- Principe di Norvegia (Danimarca-Norvegia) XV-XIX secolo
- Principe d'Orange (Paesi Bassi)
- Principe di Galles (Inghilterra, poi Gran Bretagna, poi Regno Unito)
  - Conte di Chester (Inghilterra); usato in combinazione con principe di Galles
- Re dei Romani (Sacro romano impero elettivo, piuttosto che un titolo ereditario, per il successore designato - di solito il figlio, ma a volte il fratello - dell'imperatore
- Principe di Gran Parà (titolo per il figlio maggiore dell'erede brasiliano)
- Re di Roma (Primo impero francese)
- Duca di Sparta, Regno di Grecia; utilizzato per breve tempo, in Grecia, solo dal principe Costantino, durante il regno di suo padre, re Giorgio I
- Principe di Piemonte (titolo del figlio maggiore del Duca di Savoia, e poi del Re d'Italia quando è stato alternato a principe di Napoli)
- Principe di Napoli (titolo del figlio maggiore del Re d'Italia quando è stato alternato a principe di Piemonte)
- Duca di Savoia (titolo del figlio maggiore del Re di Sardegna; con la salita al trono di Vittorio Emanuele II venne ripristinato il titolo ereditario di principe di Piemonte con il principe Umberto di Savoia)
- Gran Principe di Toscana, appannaggio dell'Erede al Trono del Granducato di Toscana
- Principe del Brasile (titolo dell'erede portoghese dal 1645 al 1815)
- Principe di Beira (titolo del figlio maggiore dell'erede portoghese)
- Duca di Scania (Svezia durante il periodo in cui Magnus IV di Svezia era anche re della Terra Scania)
- Principe di Ani (Regno dell'Armenia occidentale)
- Principe di Turnovo (Regno di Bulgaria)
- Principe di Alba Julia (Regno di Romania)
- Granduca di Grahavo (Regno del Montenegro)
- Principe di Venezia (vedi Eugène de Beauharnais); per l'erede presuntivo di Napoleone I nel suo Regno di Italia
- Principe di Salerno (Regno di Napoli)
- Duca di Calabria (Regno di Napoli e Regno delle Due Sicilie); titolo per l'erede al trono napoletano da Roberto I in poi
- Principe di Piacenza (Ducato di Parma)
- Marchese di Viadana  (Ducato di Mantova); titolo per l'erede al trono mantovano da Francesco III in poi

## Titoli musulmani
- Bey al-mahalla (Beilicato di Tunisia)
- Valiahd Şehzade (Impero ottomano)

## Altre specifiche tradizioni
- Palazzo Davanti titolo del Regno del Siam, l'odierna Thailandia, spettante al maggiore dei fratelli del defunto monarca. Abolito nel 1885, è stato sostituito dal titolo di Principe della Corona di Thailandia, spettante al maggiore dei figli maschi del sovrano.